# Cardiomachine
Cardiomachine — український інді-рок гурт з Києва.
2016 року гурт випустив дебютний альбом «Заборонені», який був дуже позитивно оцінений музичними критиками та слухачами, а пісні успішно розійшлись в ротації українських радіостанцій та на телебачення. Трек «Мовчала ти» став саундтреком молодіжного серіалу «Київ вдень та вночі», а самі музиканти гурту неодноразово з'являлись в епізодах серіалу.
Запис платівки, як і трьох попередніх їй синглів, проходила на студії Crimy Records. За зведення та мастеринг відповідав Сергій Пинчук.
2019 року гурт представив трилогію синглів, над якими музиканти працювали тривалий час.

## Склад
- Макс Лисенко — гітара, вокал
- Артем Караванов — бас
- Антон Корлиханов — електроніка
- Іван Воронков — ударні[5]

## Дискографія
- 2016 — Мовчала Ти (сингл)[6]
- 2016 — Віддай (сингл)
- 2016 — Назавжди (сингл)
- 2016 — Заборонені[7]
- 2017 — Пил (сингл)[8]
- 2019 — Кулі (сингл)
- 2019 — Пошепки (сингл)
- 2019 — Зграї (сингл)[9]